# Nõmmerga
Nõmmerga is een plaats in de Estlandse gemeente Hiiumaa, provincie Hiiumaa. De plaats heeft de status van dorp (Estisch: küla).
Nõmmerga lag tot in oktober 2017 in de gemeente Käina. In die maand ging de gemeente op in de fusiegemeente Hiiumaa.

## Bevolking
In 2000 had het dorp geen inwoners meer. In 2011 had het nog steeds 0 inwoners. Ook in 2021 was het aantal inwoners nog steeds 0.

## Ligging
Nõmmerga ligt 8,5 km ten noordwesten van Käina, de dichtstbijzijnde grotere plaats. De rivier Vaemla ontspringt in Nõmmerga.

## Geschiedenis
Nõmmerga werd voor het eerst genoemd in de jaren zestig van de 17e eeuw als Nemkar Peter, een boerderij op het landgoed van Putkas (Putkaste). In 1885 was er sprake van een dorp Nõmmerga. In 1945 stond het voor het laatst op de lijst van dorpen; het is onduidelijk waar het daarna bij hoorde. In 1997 werd het hersteld als apart dorp.